# Gag de la pizarra

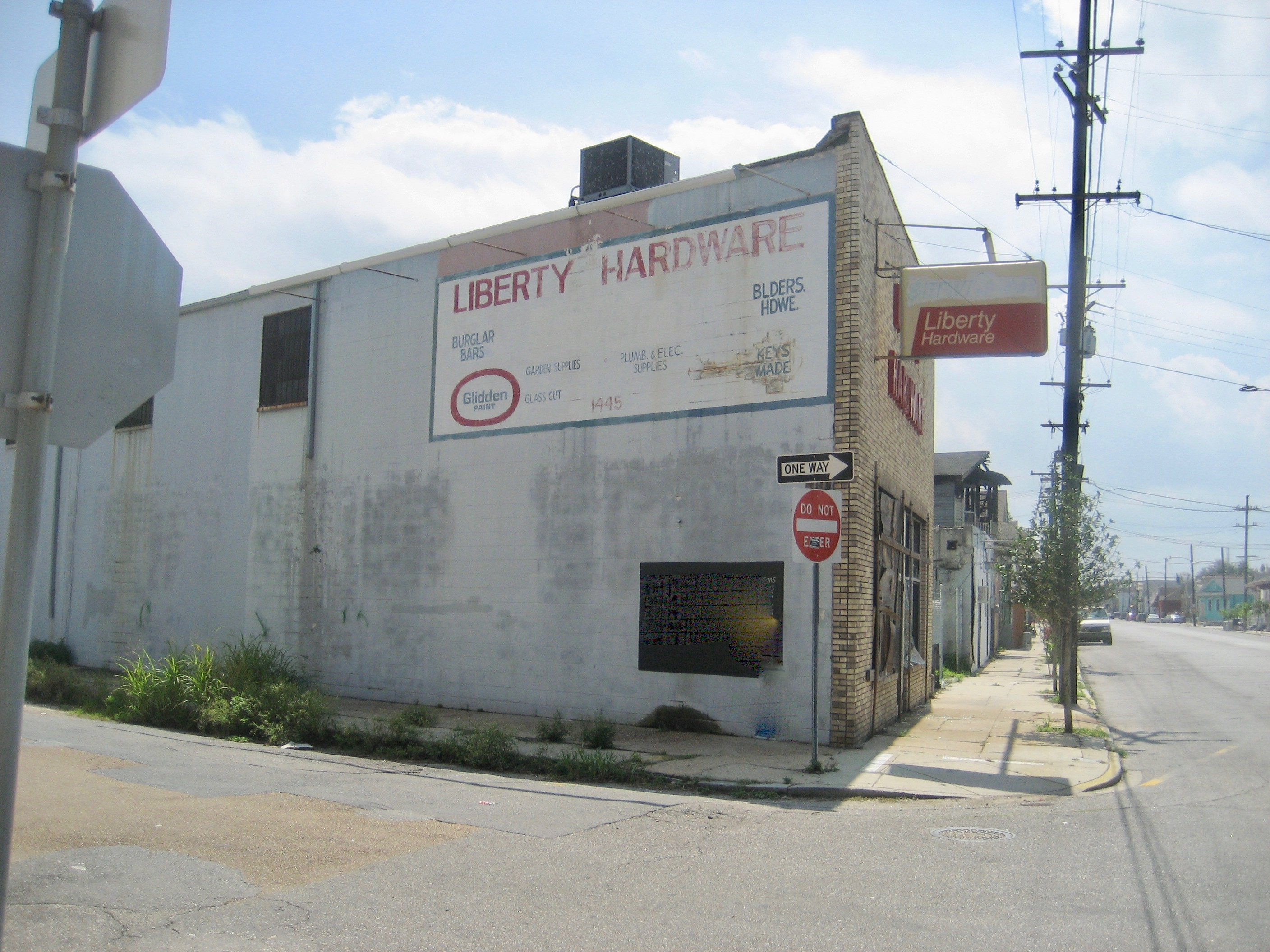
Grafiti de Banksy homenajeando al gag de la pizarra.

El gag de la pizarra  (Chalkboard gag en inglés) es el cliché puesto en la secuencia de apertura de la serie de televisión de dibujos animados Los Simpson, en las largas, en el acercamiento de la ciudad de Springfield, apareciendo la escuela, y por una ventana se ve; y en las cortas, apareciendo en una de las letras de la palabra "The Simpsons".
Los gags de la pizarra, son parte del castigo impuesto a Bart por el director Skinner o por la Maestra Krabappel.

## Frases
| Capítulo | Doblaje                                                       | Doblaje                                                                     | Texto                                                                          |
| -------- | ------------------------------------------------------------- | --------------------------------------------------------------------------- | ------------------------------------------------------------------------------ |
| 1x01     | -                                                             | -                                                                           | -                                                                              |
| 1x02     | No debo desperdiciar la tiza.                                 | No derrocharé la tiza.                                                      | I WILL NOT WASTE CHALK.                                                        |
| 1x03     | No debo patinar en las aulas.                                 | No volveré a patinar por los pasillos.                                      | I WILL NOT SKATEBOARD IN THE HALLS.                                            |
| 1x04     | No debo eructar en clase.                                     | No debo eructar en clase.                                                   | I WILL NOT BURP IN CLASS                                                       |
| 1x05     | -                                                             | -                                                                           | -                                                                              |
| 1x06     | No instigaré a la revolución.                                 | No instigaré a la revolución.                                               | I WILL NOT INSTIGATE REVOLUTION.                                               |
| 1x07     | No debo dibujar mujeres desnudas en clase.                    | No dibujaré mujeres desnudas en clase.                                      | I WILL NOT DRAW NAKED LADIES IN CLASS.                                         |
| 1x08     | No he visto a Elvis                                           | Elvis no ha resucitado.                                                     | I DID NOT SEE ELVIS.                                                           |
| 1x09     | -                                                             | -                                                                           | -                                                                              |
| 1x10     | No llamaré a mi maestra "chica caliente".                     | No llamaré a mi maestra "chica caliente".                                   | I WILL NOT CALL MY TEACHER "HOT CAKES".                                        |
| 1x11     | No debo regalar goma de mascar de ajo                         | Los chicles de ajo son de mal gusto.                                        | GARLIC GUM IS NOT FUNNY.                                                       |
| 1x12     | Se ríen de mí, no conmigo.                                    | Se ríen de mí, no conmigo.                                                  | THEY ARE LAUGHING ME, NOT WITH ME.                                             |
| 1x13     | No debo gritar "fuego" en un salón lleno de gente.            | No gritaré "fuego" en una clase llena de gente.                             | I WILL NOT YELL "FIRE" IN A CROWED CLASSROOM.                                  |
| 2x01     | No animaré a los demás a volar.                               | No animaré a los demás a volar.                                             | I WILL NOT ENCOURAGE OTHERS TO FLY.                                            |
| 2x02     | El alquitrán no es para jugar.                                | El alquitrán no es para jugar.                                              | TAR IS NOT A PLAYTHING.                                                        |
| 2x03     | -                                                             | -                                                                           | -                                                                              |
| 2x04     | No debo fotocopiarme el trasero.                              | No volveré a fotocopiarme el culo.                                          | I WILL NOT XEROX MY BUTT.                                                      |
| 2x05     | No volveré a cambiar los pantalones con otros niños.          | No volveré a cambiar los pantalones con otros niños.                        | I WILL NOT TRADE PANTS WITH OTHERS.                                            |
| 2x06     | No soy una mujer de 32 años.                                  | No soy una mujer de 32 años.                                                | I AM NOT A 32 YEAR OLD WOMAN.                                                  |
| 2x07     | No haré esa cosa con la lengua.                               | No haré esa cosa con la lengua.                                             | I WILL NOT DO THAT THING WITH MY TONGUE.                                       |
| 2x08     | No debo conducir el auto del director.                        | No conduciré el coche del dire.                                             | I WILL NOT DRIVE THE PRINCIPAL'S CAR.                                          |
| 2x09     | No cantaré Dios bendiga Bart.                                 | No cantaré Dios bendiga Bart.                                               | I WILL NOT PLEDGE ALLEGIANCE TO BART.                                          |
| 2x10     | No debo vender propiedades de la escuela.                     | No venderé la propiedad del colegio.                                        | I WILL NOT SELL SCHOOL PROPERTY.                                               |
| 2x11     | No debo tomar atajos.                                         | No seguiré el camino más fácil.                                             | I WILL NOT CUT CORNERS.                                                        |
| 2x12     | Portándome así no llegaré muy lejos.                          | Portándome así no llegaré muy lejos.                                        | I WILL NOT GET VERY FAR WITH THIS ATTITUDE.                                    |
| 2x13     | No debo tirar gases en clases.                                | No emitiré ruidos flatulentos en clase.                                     | I WILL NOT MAKE FLATULENT NOISES IN CLASS.                                     |
| 2x14     | No debo eructar en el Himno Nacional.                         | No eructaré el himno nacional.                                              | I WILL NOT BELCH THE NATIONAL ANTHEM.                                          |
| 2x15     | No venderé parcelas en Florida.                               | No venderé parcelas en Florida.                                             | I WILL NOT SELL LAND IN FLORIDA.                                               |
| 2x16     | No debo vender material del colegio.                          | No venderé material del colegio.                                            | I WILL NOT SELL SCHOOL PROPERTY.                                               |
| 2x17     | No engrasaré las paralelas del gimnasio.                      | No engrasaré las paralelas del gimnasio.                                    | I WILL NOT GREASE THE MONKEY BARS.                                             |
| 2x18     | No me acogeré a la quinta enmienda.                           | No me acogeré a la quinta enmienda.                                         | I WILL NOT HIDE BEHIND THE FIFTH AMENDMENT.                                    |
| 2x19     | -                                                             | -                                                                           | -                                                                              |
| 2x20     | No volveré a hacer nada malo en mi vida.                      | No volveré a hacer nada malo en mi vida.                                    | I WILL NOT DO ANYTHING BAD EVER AGAIN.                                         |
| 2x21     | No presumiré.                                                 | No presumiré.                                                               | I will not show off.                                                           |
| 2x22     | No debo dormir en clase.                                      | No me pasaré mis años de estudio durmiendo.                                 | I WILL NOT SLEEP THROUGH MY EDUCATION.                                         |
| 3x01     | No soy un dentista.                                           | Yo no soy dentista.                                                         | I AM NOT A DENTIST                                                             |
| 3x02     | Escupir no es libertad de expresión.                          | Escupir no es libertad de expresión.                                        | SPITWADS ARE NOT FREE SPEECH                                                   |
| 3x03     | A nadie le gustan las sardinetas.                             | A nadie le gustan las sardinetas.                                           | NOBODY LIKES SUNBURN SLAPPERS.                                                 |
| 3x04     | Los explosivos y el colegio no se deben mezclar.              | Los explosivos y el colegio no se deben mezclar.                            | HIGH EXPLOSIVES AND SCHOOL DON'T MIX                                           |
| 3x05     | No debo rechinar la tiza.                                     | No haré rechinar la tiza (rechinándola).                                    | I WILL NOT SQUEAK CHALK (SQUEAKING IT).                                        |
| 3x06     | Debo terminar lo que empiezo                                  | Debo terminar lo que empie…                                                 | I WILL FINISH WHAT I STA...                                                    |
| 3x07     | -                                                             | -                                                                           | -                                                                              |
| 3x08     | Los bartodólares no son moneda de curso legal.                | Los bartodólares no son moneda de curso legal.                              | "BART BUCKS" ARE NOT LEGAL TENDER                                              |
| 3x09     | No debo fingir tener rabia.                                   | No fingiré tener la rabia.                                                  | I WILL NOT FAKE RABIES                                                         |
| 3x10     | La ropa interior debe llevarse por dentro.                    | La ropa interior debe llevarse por dentro.                                  | UNDERWEAR SHOULD BE WORN ON THE INSIDE                                         |
| 3x11     | La función de Navidad no apesta.                              | La función de Navidad no es un asco.                                        | THE CHRISTMAS PAGEANT DOES NOT STINK                                           |
| 3x12     | No atormentaré a personas emocionalmente inestables.          | No atormentaré a personas emocionalmente inestables.                        | I WILL NOT TORMENT THE EMOTIONALLY FRAIL                                       |
| 3x13     | No esculpiré ídolos.                                          | No esculpiré ídolos.                                                        | I WILL NOT CARVE GODS                                                          |
| 3x14     | -                                                             | -                                                                           | -                                                                              |
| 3x15     | No debo azotar a mis compañeros.                              | No azotaré a mis compañeros.                                                | I WILL NOT SPANK OTHERS                                                        |
| 3x16     | -                                                             | -                                                                           | -                                                                              |
| 3x17     | No apuntare a la cabeza                                       | No debo apuntar a la cabeza.                                                | I WILL NOT AIM FOR THE HEAD                                                    |
| 3x18     | No vomitaré, salvo que me sienta mal.                         | No vomitaré, a no ser que esté enfermo.                                     | I WILL NOT BARF UNLESS I'M SICK                                                |
| 3x19     | No vi nada inusual en la sala de maestros                     | No he visto nada extraño en la sala de profesores.                          | I SAW NOTHING UNUSUAL IN THE TEACHER'S LOUNGE                                  |
| 3x20     | No hare mís propias simulacros de incendio.                   | No organizaré mis propios simulacros de incendio.                           | I WILL NOT CONDUCT MY OWN FIRE DRILLS                                          |
| 3x21     | Los ruidos graciosos no son graciosos                         | Los ruidos graciosos no tienen gracia.                                      | FUNNY NOISES ARE NOT FUNNY                                                     |
| 3x22     | No haré girar a la tortuga                                    | No usaré la tortuga de peonza.                                              | I WILL NOT SPIN THE TURTLE                                                     |
| 3x23     | No tiraré de los corpiños.                                    | No tiraré de los sujetadores.                                               | I WILL NOT SNAP BRAS                                                           |
| 3x24     | No debo fingir convulsiones.                                  | No fingiré haber sido secuestrado.                                          | I WILL NOT FAKE SEIZURES                                                       |
| 4x01     | Este castigo no es ni aburrido ni inútil.                     | Este castigo no es ni aburrido ni inútil.                                   | THIS PUNISHMENT IS NOT BORING AND POINTLESS                                    |
| 4x02     | No me llamo "Dr. Muerte".                                     | No me llamo "Dr. Muerte".                                                   | MY NAME IS NOT "DR. DEATH"                                                     |
| 4x03     | No debo difamar a Nueva Orleans.                              | No difamaré a Nueva Orleans.                                                | I WILL NOT DEFAME NEW ORLEANS                                                  |
| 4x04     | No recetaré medicamentos.                                     | No recetaré medicamentos.                                                   | I WILL NOT PRESCRIBE MEDICATION                                                |
| 4x05     | -                                                             | -                                                                           | -                                                                              |
| 4x06     | -                                                             | No enterraré al nuevo.                                                      | I WILL NOT BURY THE NEW KID                                                    |
| 4x07     | -                                                             | No enseñaré a otros a volar.                                                | I WILL NOT TEACH OTHERS TO FLY                                                 |
| 4x08     | -                                                             | No traeré corderos a clase.                                                 | I WILL NOT BRING SHEEP TO CLASS                                                |
| 4x09     | -                                                             | Un eructo no es forma de responder.                                         | A BURP IS NOT AN ANSWER                                                        |
| 4x10     | -                                                             | La profesora no es una leprosa.                                             | TEACHER IS NOT A LEPER                                                         |
| 4x11     | -                                                             | El café no es para niños.                                                   | COFFEE IS NOT FOR KIDS                                                         |
| 4x12     | -                                                             | No me tragaré objetos por dinero.                                           | I WILL NOT EAT THINGS FOR MONEY                                                |
| 4x13     | No debo decir "se murió" cuando pasen lista.                  | No gritaré "está muerta" mientras se pasa lista.                            | I WILL NOT YELL "SHE'S DEAD" DURING ROLL CALL.                                 |
| 4x14     | -                                                             | El bisoñé del director no es un frisbee.                                    | THE PRINCIPAL'S TOUPEE IS NOT A FRISBEE.                                       |
| 4x15     | No debo decirle "cabeza de chorlito" al director.             | No llamaré al director Skinner "cabeza de boniato".                         | I WILL NOT CALL THE PRINCIPAL "SPUD HEAD."                                     |
| 4x16     | -                                                             | Los peces de acuario no botan.                                              | GOLDFISH DON'T BOUNCE                                                          |
| 4x17     | -                                                             | El barro no es uno de los grupos alimenticios.                              | MUD IS NOT ONE OF THE 4 FOOD GROUPS                                            |
| 4x18     | -                                                             | A nadie le interesan mis calzoncillos.                                      | NO ONE IS INTERESTED IN MY UNDERPANTS                                          |
| 4x19     | -                                                             | No venderé remedios milagrosos.                                             | I WILL NOT SELL MIRACLE CURES                                                  |
| 4x20     | -                                                             | Devolveré el perro lazarillo.                                               | I WILL RETURN THE SEEKING-EYE DOG                                              |
| 4x21     | -                                                             | No tengo inmunidad diplomática.                                             | I DO NOT HAVE DIPLOMATIC IMMUNITY                                              |
| 4x22     | -                                                             | No cobraré la entrada a los servicios.                                      | I WILL NOT CHARGE ADMISSION TO THE BATHROOM                                    |
| 5x01     | Nunca voy a ganar un Emmy.                                    | Nunca ganaré un Emmy.                                                       | I WILL NEVER WIN AN EMMY                                                       |
| 5x02     | -                                                             | La freidora de la cafetería no es un juguete.                               | THE CAFETERIA DEEP FRY IS NOT A TOY                                            |
| 5x03     | -                                                             | -                                                                           | -                                                                              |
| 5x04     | -                                                             | -                                                                           | -                                                                              |
| 5x05     | -                                                             | -                                                                           | -                                                                              |
| 5x06     | -                                                             | -                                                                           | -                                                                              |
| 5x07     | -                                                             | -                                                                           | -                                                                              |
| 5x08     | -                                                             | -                                                                           | -                                                                              |
| 5x09     | -                                                             | Mucho trabajar y poco jugar hacen de Bart un niño aburrido.                 | ALL WORK AND NO PLAY MAKES BART A DULL BOY.                                    |
| 5x10     | No debo decir "Springfield" al aplaudir.                      | No diré "Springfield" sólo para que me aplaudan.                            | I WILL NOT SAY "SPRINGFIELD" JUST TO GET APPLAUSE                              |
| 5x11     | -                                                             | No estoy autorizado para despedir a los profesores suplentes.               | I AM NOT AUTHORIZED TO FIRE SUBSTITUTE TEACHERS                                |
| 5x12     | -                                                             | Los deberes no me los robó un hombre armado.                                | MY HOMEWORK WAS NOT STOLEN BY A ONE-ARMED MAN                                  |
| 5x13     | No debo acercarme a la tortuga del jardín de niños.           | No me acercaré a la tortuga del jardín de infancia.                         | I WILL NOT GO NEAR THE KINDERGARTEN TURTLE                                     |
| 5x14     | -                                                             | -                                                                           | -                                                                              |
| 5x15     | -                                                             | -                                                                           | -                                                                              |
| 5x16     | -                                                             | No soy deliciosamente insolente.                                            | I AM NOT DELIGHTFULLY SAUCY                                                    |
| 5x17     | -                                                             | Los trasplantes de órganos, déjaselos a profesionales.                      | ORGAN TRANSPLANTS ARE BEST LEFT TO THE PROFESSIONALS                           |
| 5x18     | -                                                             | La jura de lealtad no termina con 'viva satanás'.                           | THE PLEDGE OF ALLEGIANCE DOES NOT END WITH HAIL SATAN                          |
| 5x19     | -                                                             | No celebraré acontecimientos sin importancia.                               | I WILL NOT CELEBRATE MEANINGLESS MILESTONES                                    |
| 5x20     | -                                                             | Hay muchos negocios como el negocio del espectáculo.                        | THERE ARE PLENTY OF BUSINESSES LIKE SHOW BUSINESS                              |
| 5x21     | No debo retransmitir sin permiso de la liga mayor de béisbol. | No retransmitiré sin el permiso expreso de la liga superior de béisbol.     | I WILL NOT RE-TRANSMIT WITHOUT THE EXPRESS PERMISSION OF MAJOR LEAGUE BASEBALL |
| 5x22     | -                                                             | Cinco días no es demasiado tiempo para esperar por un arma.                 | FIVE DAYS IS NOT TOO LONG TO WAIT FOR A GUN                                    |
| 6x01     | -                                                             | Las alubias no son una fruta ni un instrumen...                             | BEANS ARE NEITHER FRUIT NOR MUSICAL                                            |
| 6x02     | -                                                             | A nadie le interesan mis calzoncillos.                                      | NO ONE IS INTERESTED IN MY UNDERPANTS                                          |
| 6x03     | No debo emplear abrev.                                        | No emplearé abrev.                                                          | I WILL NOT USE ABBREV.                                                         |
| 6x04     | -                                                             | No soy la reencarnación de Sammy David Jr.                                  | I AM NOT THE REINCARNATION OF SAMMY DAVID JR.                                  |
| 6x05     | -                                                             | -                                                                           | -                                                                              |
| 6x06     | -                                                             | -                                                                           | -                                                                              |
| 6x07     | No debo enviar manteca por correo.                            | No enviaré manteca de cerdo por correo.                                     | I WILL NOT SEND LARD THROUGH THE MAIL                                          |
| 6x08     | -                                                             | No disecaré bichos si no me lo mandan.                                      | I WILL NOT DISSECT THINGS UNLESS INSTRUCTED                                    |
| 6x09     | -                                                             | No tallaré permisos de salud en jabón.                                      | I WILL NOT WHITTLE HALL PASSES OUT OF SOAP                                     |
| 6x10     | -                                                             | Mis deberes no me los robó un hombre armado.                                | MY HOMEWORK WAS NOT STOLEN BY A ONE-ARMED MAN                                  |
| 6x11     | -                                                             | Ralph no se transforma aunque lo estrujes.                                  | RALPH WON'T "MORPH" IF YOU SQUEEZE HIM HARD                                    |
| 6x12     | -                                                             | Decir "era broma" no disculpa insultar al director.                         | ADDING "JUST KIDDING" DOESN'T MAKE IT OKAY TO INSULT THE PRINCIPAL             |
| 6x13     | -                                                             | Ser hombre del maletín no es una profesión.                                 | "BAGMAN" IS NOT A LEGITIMATE CAREER CHOICE                                     |
| 6x14     | -                                                             | La escritura cursiva no significa lo que yo pienso.                         | CURSIVE WRITING DOES NOT MEAN WHAT I THINK IT DOES                             |
| 6x15     | -                                                             | La próxima vez jugarán ahorcado conmigo.                                    | NEXT TIME IT COULD BE ME ON THE SCAFFOLDING                                    |
| 6x16     | No debo colgarme rosquillas.                                  | No colgaré donuts sobre mi persona.                                         | I WILL NOT HANG DONUTS ON MY PERSON                                            |
| 6x17     | -                                                             | Debo recordar tomar mi medicación.                                          | I WILL REMEMBER TO TAKE MY MEDICATION                                          |
| 6x18     | -                                                             | -                                                                           | -                                                                              |
| 6x19     | No debo pavonearme como si fuera el dueño.                    | No me pavonearé por ahí como si fuera el dueño.                             | I WILL NOT STRUT AROUND LIKE I OWN THE PLACE                                   |
| 6x20     | -                                                             | No se puede abusar del buen humor de uno.                                   | THE GOOD HUMOR MAN CAN ONLY BE PUSHED SO FAR                                   |
| 6x21     | -                                                             | No represento notarialmente a los alumnos de primero.                       | I DO NOT HAVE POWER OF ATTORNEY OVER FIRST                                     |
| 6x22     | -                                                             | El gas tóxico no es un juguete.                                             | NERVE GAS IS NOT A TOY                                                         |
| 6x23     | -                                                             | No imitaré a la señora caratonta.                                           | I WILL NOT MOCK MRS. DUMBFACE                                                  |
| 6x24     | -                                                             | La primera enmienda no incluye eructo.                                      | THE FIRST AMEADMENT DOES NOT COVER BURPING                                     |
| 6x25     | -                                                             | Esto no es una pista... ¿o lo es?                                           | THIS IS NOT A CLUE... OR IS IT?                                                |
| 7x01     | -                                                             | No discutiré la solución cuando la oiga.                                    | I WILL NOT COMPLAIN ABOUT THE SOLUTION WHEN I HEAR IT                          |
| 7x02     | -                                                             | "Embrujada" no promueve el satanismo.                                       | "BEWITCHED" DOES NOT PROMOTE SATANISM                                          |
| 7x03     | -                                                             | A nadie le interesan mis sobacos.                                           | NO ONE WANTS TO HEAR FROM MY ARMPITS                                           |
| 7x04     | -                                                             | No soy una mala y cruel máquina de escupir.                                 | I AM NOT A LEAN MEAN SPITTING MACHINE                                          |
| 7x05     | -                                                             | El lavabo de los niños no es un parque acuático.                            | THE BOYS' ROOM IS NOT A WATER PARK                                             |
| 7x06     | -                                                             | -                                                                           | -                                                                              |
| 7x07     | -                                                             | Los chupetones no son un legado cultural.                                   | INDIAN BURNS ARE NOT OUR CULTURAL HERITAGE                                     |
| 7x08     | -                                                             | -                                                                           | -                                                                              |
| 7x09     | -                                                             | Los zapatos con plataforma son malsanos para niños y otros.                 | WEDGIES ARE UNHEALTHY FOR CHILDREN AND OTHER LIVING THINGS                     |
| 7x10     | -                                                             | Sólo haré esto una vez al año.                                              | I WILL ONLY DO THIS ONCE A YEAR                                                |
| 7x11     | -                                                             | No volveré a hablar del pianista de 20 cm.                                  | I WILL STOP TALKING ABOUT THE TWELVE INCH PIANIST                              |
| 7x12     | -                                                             | No estoy diplomado para retirar amianto.                                    | I AM NOT CERTIFIED TO REMOVE ASBESTOS                                          |
| 7x13     | -                                                             | -                                                                           | -                                                                              |
| 7x14     | -                                                             | -                                                                           | -                                                                              |
| 7x15     | -                                                             | -                                                                           | -                                                                              |
| 7x16     | -                                                             | -                                                                           | -                                                                              |
| 7x17     | -                                                             | -                                                                           | -                                                                              |
| 7x18     | -                                                             | -                                                                           | -                                                                              |
| 7x19     | -                                                             | -                                                                           | -                                                                              |
| 7x20     | -                                                             | -                                                                           | -                                                                              |
| 7x21     | -                                                             | -                                                                           | -                                                                              |
| 7x22     | -                                                             | -                                                                           | -                                                                              |
| 7x23     | -                                                             | -                                                                           | -                                                                              |
| 7x24     | -                                                             | -                                                                           | -                                                                              |
| 7x25     | -                                                             | -                                                                           | -                                                                              |
| 8x01     | -                                                             | -                                                                           | -                                                                              |
| 8x02     | -                                                             | No aprendí todo lo que necesito saber en la guardería.                      | I DID NOT LEARN EVERYTHING I NEED TO KNOW FROM KINDERGARTEN                    |
| 8x03     | -                                                             | No soy mi gemelo desaparecido.                                              | I AM NOT MY LONG-LOST TWIN                                                     |
| 8x04     | -                                                             | -                                                                           | -                                                                              |
| 8x05     | -                                                             | -                                                                           | -                                                                              |
| 8x06     | -                                                             | -                                                                           | -                                                                              |
| 8x07     | -                                                             | -                                                                           | -                                                                              |
| 8x08     | -                                                             | -                                                                           | -                                                                              |
| 8x09     | -                                                             | -                                                                           | -                                                                              |
| 8x10     | -                                                             | La verdad no está ahí fuera.                                                | THE TRUTH IS NOT OUT THERE                                                     |
| 8x11     | -                                                             | No tengo licencia para hacer nada.                                          | I AM NOT LICENSED TO DO ANYTHING                                               |
| 8x12     | -                                                             | -                                                                           | -                                                                              |
| 8x13     | -                                                             | No esconderé el Prozac de la profesora.                                     | I WILL NOT HIDE THE TEACHER'S PROZAC                                           |
| 8x14     | -                                                             | -                                                                           | -                                                                              |
| 8x15     | -                                                             | -                                                                           | -                                                                              |
| 8x16     | -                                                             | -                                                                           | -                                                                              |
| 8x17     | -                                                             | -                                                                           | -                                                                              |
| 8x18     | -                                                             | -                                                                           | -                                                                              |
| 8x19     | -                                                             | -                                                                           | -                                                                              |
| 8x20     | -                                                             | Para un simulacro de incendio no es necesario un incendio.                  | A FIRE DRILL DOES NOT DEMAND A FIRE                                            |
| 8x21     | -                                                             | -                                                                           | -                                                                              |
| 8x22     | -                                                             | -                                                                           | -                                                                              |
| 8x23     | -                                                             | -                                                                           | -                                                                              |
| 8x24     | -                                                             | -                                                                           | -                                                                              |
| 8x25     | -                                                             | -                                                                           | -                                                                              |
| 9x01     | -                                                             | Yo no quiero la MTV.                                                        | I NO LONGER WANT MY MTV                                                        |
| 9x02     | -                                                             | -                                                                           | -                                                                              |
| 9x03     | -                                                             | -                                                                           | -                                                                              |
| 9x04     | -                                                             | -                                                                           | -                                                                              |
| 9x05     | -                                                             | Estamos cansados de esa historia de Richard Gere.                           | EVERYONE IS TIRED OF THAT RICHARD GERE STORY.                                  |
| 9x06     | -                                                             | Yo no inventé los bailes irlandeses.                                        | I DID NOT INVENT IRISH DANCING                                                 |
| 9x07     | -                                                             | -                                                                           | -                                                                              |
| 9x08     | -                                                             | No chincharé a Fatty.                                                       | I WILL NOT TEASE FATTY                                                         |
| 9x09     | -                                                             | No existió ningún dios romano llamado "Eructaco"                            | THERE WAS NO ROMAN GOD NAMED "FARTACUS"                                        |
| 9x10     | -                                                             | La nariz roja de Rudolph no tiene nada que ver con el alcohol.              | RUDOLPH'S RED NOSE IS NOT ALCOHOL-RELATED                                      |
| 9x11     | -                                                             | -                                                                           | -                                                                              |
| 9x12     | -                                                             | -                                                                           | -                                                                              |
| 9x13     | -                                                             | Disparar pegotes de pintura no es una forma de arte.                        | SHOOTING PAINTBALLS IS NOT AN ART FORM                                         |
| 9x14     | -                                                             | -                                                                           | -                                                                              |
| 9x15     | -                                                             | Dolor no es un producto de limpieza.                                        | PAIN IS NOT THE CLEANSER                                                       |
| 9x16     | -                                                             | Los artículos de broma en aerosol no son un spray nasal.                    | SILLY STRING IS NOT A NASAL SPRAY                                              |
| 9x17     | -                                                             | -                                                                           | -                                                                              |
| 9x18     | -                                                             | No me han ordenado hacer esto.                                              | I WAS NOT TOLD TO DO THIS                                                      |
| 9x19     | -                                                             | Mi culo no merece una página web.                                           | MY BUTT DOES NOT DESERVE A WEBSITE                                             |
| 9x20     | -                                                             | No exigiré lo que valgo.                                                    | I WILL NOT DEMAND WHAT I'M WORTH                                               |
| 9x21     | -                                                             | -                                                                           | -                                                                              |
| 9x22     | -                                                             | -                                                                           | -                                                                              |
| 9x23     | -                                                             | -                                                                           | -                                                                              |
| 9x24     | -                                                             | No soy el nuevo Dalai Lama.                                                 | I AM NOT THE NEW DALAI LAMA                                                    |
| 9x25     | -                                                             | Yo no inspiré "Kramer".                                                     | I WAS NOT THE INSPIRATION FOR "KRAMER"                                         |
| 10x01    | -                                                             | -                                                                           | -                                                                              |
| 10x02    | -                                                             | No presentaré demandas judiciales frívolas.                                 | I WILL NOT FILE FRIVOLOUS LAWSUITS                                             |
| 10x03    | -                                                             | -                                                                           | -                                                                              |
| 10x04    | -                                                             | Especial Halloween de los Simpson IX.                                       | THE SIMPSONS HALLOWEEN SPECIAL IX                                              |
| 10x05    | -                                                             | Culo.com no es mi dirección de correo electrónico.                          | BUTT.BUTT IS NOT MY E-MAIL ADRESS                                              |
| 10x06    | -                                                             | A nadie le interesa qué entiendo yo por "es".                               | NO ONE CARES WHAT MY DEFINITION OF "IS" IS.                                    |
| 10x07    | -                                                             | No gritaré al gritar helado.                                                | I WILL NOT SCREAM FOR ICE CREAM.                                               |
| 10x08    | -                                                             | No soy peluquero diplomado.                                                 | I AM NOT A LICENSED HAIRSTYLIST                                                |
| 10x09    | -                                                             | "Lo hizo el presidente" no es una excusa.                                   | "THE PRESIDENT DIT IT" IS NOT AN EXCUSE                                        |
| 10x10    | -                                                             | Mi madre no sale con Jerry Seinfeld.                                        | MY MOM IS NOT DATING JERRY SEINFELD                                            |
| 10x11    | -                                                             | No debo decir que Sherri no tiene culo.                                     | SHERRI DOES NOT "GOT BACK"                                                     |
| 10x12    | -                                                             | No haré gestos obscenos.                                                    | I WILL NOT DO THE DIRTY BIRD                                                   |
| 10x13    | -                                                             | A nadie le interesa mi ciática.                                             | NO ONE WANTS TO HEAR ABOUT MY SCIATICA                                         |
| 10x14    | -                                                             | Los paletos también son personas.                                           | HILLBILLIES ARE PEOPLE TOO                                                     |
| 10x15    | -                                                             | La gramática no es una pérdida de tiempo.                                   | GRAMMAR IS NOT A TIME OF WASTE                                                 |
| 10x16    | -                                                             | No tengo inmunidad diplomática.                                             | I DO NOT HAVE DIPLOMATIC IMMUNITY                                              |
| 10x17    | -                                                             | Ser tú no es un petardo.                                                    | IT DOES NOT SUCK TO BE YOU                                                     |
| 10x18    | -                                                             | No puedo absolver los pecados.                                              | I CANNOT ABSOLVE SINS                                                          |
| 10x19    | Un mono entrenado no podría ser profesor de gimnasia.         | Un mono amaestrado no puede dar clases de gimnasia.                         | A TRAINED APE COULD NOT TEACH GYM                                              |
| 10x20    | -                                                             | Los dientes sueltos no necesitan mi ayuda                                   | LOOSE TEETH DON'T NEED MY HELP                                                 |
| 10x21    | -                                                             | Ni estuve allí ni hice aquello.                                             | I HAVE NEITHER BEEN THERE NOR DONE THAT                                        |
| 10x22    | -                                                             | A nadie le interesa escuchar mis sobacos.                                   | NO ONE WANTS TO HEAR FROM MY ARMPITS                                           |
| 10x23    | -                                                             | Estoy cansadísimo.                                                          | I'M SO VERY TIRED                                                              |
| 11x01    | -                                                             | Los pantalones no son optativos los viernes.                                | FRIDAY ARE NOT "PANTS OPTIONAL"                                                |
| 11x02    | -                                                             | Puerco no es un verbo.                                                      | PORK IS NOT A VERB                                                             |
| 11x03    | -                                                             | No soy el último padrino.                                                   | I AM NOT THE LAST DON                                                          |
| 11x04    | -                                                             | -                                                                           | -                                                                              |
| 11x05    | -                                                             | No voy a ganar el Premio Nobel del eructo.                                  | I DID NOT WIN THE NOBEL FART PRIZE                                             |
| 11x06    | -                                                             | No usaré dobles negaciones.                                                 | I WON'T NOT USE NO DOUBLES NEGATIVES                                           |
| 11x07    | -                                                             | Hacer el indio no forma parte de nuestro patrimonio cultural.               | INDIAN BURNS ARE NOT OUR CULTURAL HARITAGE                                     |
| 11x08    | -                                                             | No puedo ver personas muertas.                                              | I CAN'T SEE DEAD PEOPLE                                                        |
| 11x09    | -                                                             | No subastaré mi riñón por Internet.                                         | I WILL NOT SELL MY KIDNEY ON eBay                                              |
| 11x10    | -                                                             | No crearé obras de arte con boñigas.                                        | I WILL NOT CREATE ART FROM DUNG                                                |
| 11x11    | -                                                             | No debo pasar llamadas.                                                     | I WILL STOP PHONING IT IN                                                      |
| 11x12    | -                                                             | Ser el payaso de la clase no es un empleo remunerado.                       | CLASS CLOWN IS NOT A PAID POSITION                                             |
| 11x13    | -                                                             | Los profesores suplentes no son esquiroles.                                 | SUBSTITUTE TEACHERS ARE NOT SCRABS                                             |
| 11x14    | -                                                             | Mi suspenso no era mutuo.                                                   | MY SUSPENSION WAS NOT "MUTUAL"                                                 |
| 11x15    | -                                                             | Un eructo no es un examen oral.                                             | A BELCH IS NOT ORAL REPORT                                                     |
| 11x16    | Los juegos pesados terminan en la puerta del gimnasio.        | Las pelotas dejan de esquivarse en la puerta del gimnasio.                  | DODGEBALL STOPS AT THE GYM DOOR                                                |
| 11x17    | -                                                             | "No inflamable" no es un desafío.                                           | "NON-FLAMMABLE" IS NOT A CHALLENGE                                             |
| 11x18    | -                                                             | No fui tocado ahí por un ángel.                                             | I WAS NOT TOUCHED "THERE" BY AN ANGEL                                          |
| 11x19    | -                                                             | No he recibido una beca de pedoball.                                        | I AM NOT HERE ON A FARTBALL SCHOLARSHIP                                        |
| 11x20    | -                                                             | No bailaré sobre la tumba de nadie.                                         | I WILL NOT DANCE ON ANYONE'S GRAVE                                             |
| 11x21    | -                                                             | No puedo contratar a un alumno sustituto.                                   | I CANNOT HIRE A SUBSTITUTE STUDENT                                             |
| 11x22    | -                                                             | No obedeceré las voces que oigo en la cabeza.                               | I WILL NOT OBEY THE VOICES IN MY HEAD                                          |
| 12x01    | -                                                             | -                                                                           | -                                                                              |
| 12x02    | -                                                             | No emplearé mensajes ALsubliminaleGORes                                     | I WILL NOT PLANT SUBLIMINAL MESSAGORES                                         |
| 12x03    | -                                                             |                                                                             | -                                                                              |
| 12x04    | -                                                             |                                                                             | -                                                                              |
| 12x05    | -                                                             |                                                                             | -                                                                              |
| 12x06    | -                                                             |                                                                             | -                                                                              |
| 12x07    | -                                                             |                                                                             | -                                                                              |
| 12x08    | -                                                             |                                                                             | -                                                                              |
| 12x09    | -                                                             |                                                                             | -                                                                              |
| 12x10    | -                                                             |                                                                             | -                                                                              |
| 12x11    | -                                                             |                                                                             | -                                                                              |
| 12x12    | -                                                             |                                                                             | -                                                                              |
| 12x13    | -                                                             |                                                                             | -                                                                              |
| 12x14    | -                                                             |                                                                             | -                                                                              |
| 12x15    | -                                                             |                                                                             | -                                                                              |
| 12x16    | -                                                             |                                                                             | -                                                                              |
| 12x17    | -                                                             |                                                                             | -                                                                              |
| 12x18    | -                                                             |                                                                             | -                                                                              |
| 12x19    | -                                                             | -                                                                           | -                                                                              |
| 12x20    | -                                                             | -                                                                           | -                                                                              |
| 12x21    | -                                                             | -                                                                           | -                                                                              |
| 13x01    | -                                                             | -                                                                           | -                                                                              |
| 13x02    | -                                                             | -                                                                           | -                                                                              |
| 13x03    | -                                                             | -                                                                           | -                                                                              |
| 13x04    | -                                                             | -                                                                           | -                                                                              |
| 13x05    | -                                                             | -                                                                           | -                                                                              |
| 13x06    | -                                                             | -                                                                           | -                                                                              |
| 13x07    | -                                                             | -                                                                           | -                                                                              |
| 13x08    | -                                                             | -                                                                           | -                                                                              |
| 13x09    | -                                                             | -                                                                           | -                                                                              |
| 13x10    | -                                                             | -                                                                           | -                                                                              |
| 13x11    | -                                                             | -                                                                           | -                                                                              |
| 13x12    | -                                                             | -                                                                           | -                                                                              |
| 13x13    | -                                                             | -                                                                           | -                                                                              |
| 13x14    | -                                                             | -                                                                           | -                                                                              |
| 13x15    | -                                                             | -                                                                           | -                                                                              |
| 13x16    | -                                                             | -                                                                           | -                                                                              |
| 13x17    | -                                                             | -                                                                           | -                                                                              |
| 13x18    | -                                                             | -                                                                           | -                                                                              |
| 13x19    | -                                                             | -                                                                           | -                                                                              |
| 13x20    | -                                                             | -                                                                           | -                                                                              |
| 13x21    | -                                                             | -                                                                           | -                                                                              |
| 13x22    | -                                                             | -                                                                           | -                                                                              |
| 14x01    | -                                                             | -                                                                           | -                                                                              |
| 14x02    | -                                                             | -                                                                           | -                                                                              |
| 14x03    | -                                                             | A los peces no les gusta el café.                                           | FISH DO NOT LIKE COFFEE                                                        |
| 14x04    | -                                                             | -                                                                           | -                                                                              |
| 14x05    | -                                                             | -                                                                           | -                                                                              |
| 14x06    | -                                                             | -                                                                           | -                                                                              |
| 14x07    | -                                                             | -                                                                           | -                                                                              |
| 14x08    | -                                                             | -                                                                           | -                                                                              |
| 14x09    | -                                                             | -                                                                           | -                                                                              |
| 14x10    | -                                                             | Bob Esponja no es un anticonceptivo.                                        | SPONGEBOB IS NOT A CONTRACEPTIVE                                               |
| 14x11    | -                                                             | -                                                                           | -                                                                              |
| 14x12    | -                                                             | -                                                                           | -                                                                              |
| 14x13    | -                                                             | -                                                                           | -                                                                              |
| 14x14    | -                                                             | -                                                                           | -                                                                              |
| 14x15    | -                                                             | -                                                                           | -                                                                              |
| 14x16    | -                                                             | -                                                                           | -                                                                              |
| 14x17    | -                                                             | -                                                                           | -                                                                              |
| 14x18    | -                                                             | -                                                                           | -                                                                              |
| 14x19    | -                                                             | -                                                                           | -                                                                              |
| 14x20    | -                                                             | -                                                                           | -                                                                              |
| 14x21    | -                                                             | -                                                                           | -                                                                              |
| 14x22    | -                                                             | -                                                                           | -                                                                              |
| 15x01    | -                                                             | -                                                                           | -                                                                              |
| 15x02    | -                                                             | -                                                                           | -                                                                              |
| 15x03    | -                                                             | -                                                                           | -                                                                              |
| 15x04    | -                                                             | -                                                                           | -                                                                              |
| 15x05    | -                                                             | -                                                                           | -                                                                              |
| 15x06    | -                                                             | -                                                                           | -                                                                              |
| 15x07    | -                                                             | -                                                                           | -                                                                              |
| 15x08    | -                                                             | -                                                                           | -                                                                              |
| 15x09    | -                                                             | -                                                                           | -                                                                              |
| 15x10    | -                                                             | -                                                                           | -                                                                              |
| 15x11    | -                                                             | -                                                                           | -                                                                              |
| 15x12    | -                                                             | -                                                                           | -                                                                              |
| 15x13    | -                                                             | -                                                                           | -                                                                              |
| 15x14    | -                                                             | -                                                                           | -                                                                              |
| 15x15    | -                                                             | -                                                                           | -                                                                              |
| 15x16    | -                                                             | -                                                                           | -                                                                              |
| 15x17    | -                                                             | -                                                                           | -                                                                              |
| 15x18    | -                                                             | -                                                                           | -                                                                              |
| 15x19    | -                                                             | -                                                                           | -                                                                              |
| 15x20    | -                                                             | -                                                                           | -                                                                              |
| 15x21    | -                                                             | -                                                                           | -                                                                              |
| 15x22    | -                                                             | -                                                                           | -                                                                              |
| 16x01    | -                                                             | -                                                                           | -                                                                              |
| 16x02    | -                                                             | -                                                                           | -                                                                              |
| 16x03    | -                                                             | -                                                                           | -                                                                              |
| 16x04    | -                                                             | -                                                                           | -                                                                              |
| 16x05    | -                                                             | -                                                                           | -                                                                              |
| 16x06    | -                                                             | -                                                                           | -                                                                              |
| 16x07    | -                                                             | -                                                                           | -                                                                              |
| 16x08    | -                                                             | -                                                                           | -                                                                              |
| 16x09    | -                                                             | -                                                                           | -                                                                              |
| 16x10    | -                                                             | -                                                                           | -                                                                              |
| 16x11    | -                                                             | -                                                                           | -                                                                              |
| 16x12    | -                                                             | -                                                                           | -                                                                              |
| 16x13    | -                                                             | -                                                                           | -                                                                              |
| 16x14    | -                                                             | -                                                                           | -                                                                              |
| 16x15    | -                                                             | -                                                                           | -                                                                              |
| 16x16    | -                                                             | -                                                                           | -                                                                              |
| 16x17    | -                                                             | -                                                                           | -                                                                              |
| 16x18    | -                                                             | -                                                                           | -                                                                              |
| 16x19    | -                                                             | -                                                                           | -                                                                              |
| 16x20    | -                                                             | -                                                                           | -                                                                              |
| 16x21    | -                                                             | Un moco no es un marcapáginas.                                              | A BOOGER IS NOT A BOOKMARK                                                     |
| 17x01    | -                                                             | ¿Sigue algún niño haciendo esto?                                            | DOES ANY KID STILL DO THIS ANYMORE?                                            |
| 17x02    | -                                                             | -                                                                           | -                                                                              |
| 17x03    | -                                                             | -                                                                           | -                                                                              |
| 17x04    | -                                                             | -                                                                           | -                                                                              |
| 17x05    | -                                                             | -                                                                           | -                                                                              |
| 17x06    | -                                                             | -                                                                           | -                                                                              |
| 17x07    | -                                                             | -                                                                           | -                                                                              |
| 17x08    | -                                                             | -                                                                           | -                                                                              |
| 17x09    | -                                                             | -                                                                           | -                                                                              |
| 17x10    | -                                                             | No soy más listo que un presidente.                                         | -                                                                              |
| 17x11    | -                                                             | -                                                                           | -                                                                              |
| 17x12    | -                                                             | -                                                                           | -                                                                              |
| 17x13    | -                                                             | -                                                                           | -                                                                              |
| 17x14    | -                                                             | -                                                                           | -                                                                              |
| 17x15    | -                                                             | -                                                                           | -                                                                              |
| 17x16    | -                                                             | -                                                                           | -                                                                              |
| 17x17    | -                                                             | -                                                                           | -                                                                              |
| 17x18    | -                                                             | -                                                                           | -                                                                              |
| 17x19    | -                                                             | -                                                                           | -                                                                              |
| 17x20    | -                                                             | -                                                                           | -                                                                              |
| 17x21    | -                                                             | -                                                                           | -                                                                              |
| 17x22    | -                                                             | Feliz verano a todos.                                                       | -                                                                              |
| 18x01    | -                                                             | -                                                                           | -                                                                              |
| 18x02    | -                                                             | -                                                                           | -                                                                              |
| 18x03    | -                                                             | -                                                                           | -                                                                              |
| 18x04    | -                                                             | -                                                                           | -                                                                              |
| 18x05    | -                                                             | No estamos desnudos bajo la ropa.                                           | -                                                                              |
| 18x06    | -                                                             | -                                                                           | -                                                                              |
| 18x07    | -                                                             | -                                                                           | -                                                                              |
| 18x08    | -                                                             | -                                                                           | -                                                                              |
| 18x09    | -                                                             | -                                                                           | -                                                                              |
| 18x10    | -                                                             | -                                                                           | -                                                                              |
| 18x11    | -                                                             | -                                                                           | -                                                                              |
| 18x12    | -                                                             | -                                                                           | -                                                                              |
| 18x13    | -                                                             | -                                                                           | -                                                                              |
| 18x14    | -                                                             | -                                                                           | -                                                                              |
| 18x15    | -                                                             | -                                                                           | -                                                                              |
| 18x16    | -                                                             | El calentamiento global no se ha comido mis deberes.                        | -                                                                              |
| 18x17    | -                                                             | -                                                                           | -                                                                              |
| 18x18    | -                                                             | -                                                                           | -                                                                              |
| 18x19    | -                                                             | No investigaré cuando gana un profe.                                        | -                                                                              |
| 18x20    | -                                                             | Las perlas no son vomitos de ostras.                                        | -                                                                              |
| 18x21    | -                                                             | -                                                                           | -                                                                              |
| 18x22    | -                                                             | -                                                                           | -                                                                              |
| 19x01    | -                                                             | No esperaré 20 años para rodar otra película.                               | -                                                                              |
| 19x02    | -                                                             | -                                                                           | -                                                                              |
| 19x03    | -                                                             | -                                                                           | -                                                                              |
| 19x04    | -                                                             | No soy un banco asegurado por la agencia federal del garantía de depósitos. | -                                                                              |
| 19x05    | -                                                             | -                                                                           | -                                                                              |
| 19x06    | -                                                             | -                                                                           | -                                                                              |
| 19x07    | -                                                             | -                                                                           | -                                                                              |
| 19x08    | -                                                             | -                                                                           | -                                                                              |
| 19x09    | -                                                             | El capital de Montana no es "Hannah".                                       | -                                                                              |
| 19x10    | -                                                             | -                                                                           | -                                                                              |
| 19x11    | -                                                             | -                                                                           | -                                                                              |
| 19x12    | -                                                             | -                                                                           | -                                                                              |
| 19x13    | -                                                             | -                                                                           | -                                                                              |
| 19x14    | -                                                             | -                                                                           | -                                                                              |
| 19x15    | -                                                             | -                                                                           | -                                                                              |
| 19x16    | -                                                             | -                                                                           | -                                                                              |
| 19x17    | -                                                             | -                                                                           | -                                                                              |
| 19x18    | -                                                             | -                                                                           | -                                                                              |
| 19x19    | -                                                             | Este castigo no es medieval.                                                | -                                                                              |
| 19x20    | -                                                             | -                                                                           | -                                                                              |
| 20x01    | -                                                             | -                                                                           | -                                                                              |
| 20x02    | -                                                             | -                                                                           | -                                                                              |
| 20x03    | -                                                             | -                                                                           | -                                                                              |
| 20x04    | -                                                             | -                                                                           | -                                                                              |
| 20x05    | -                                                             | -                                                                           | -                                                                              |
| 20x06    | -                                                             | -                                                                           | -                                                                              |
| 20x07    | -                                                             | -                                                                           | -                                                                              |
| 20x08    | -                                                             | -                                                                           | -                                                                              |
| 20x09    | -                                                             | -                                                                           | -                                                                              |
| 20x10    | -                                                             | -                                                                           | -                                                                              |
| 20x11    | -                                                             | -                                                                           | -                                                                              |
| 20x12    | -                                                             | -                                                                           | -                                                                              |
| 20x13    | -                                                             | -                                                                           | -                                                                              |
| 20x14    | -                                                             | -                                                                           | -                                                                              |
| 20x15    | -                                                             | -                                                                           | -                                                                              |
| 20x16    | -                                                             | -                                                                           | -                                                                              |
| 20x17    | -                                                             | -                                                                           | -                                                                              |
| 20x18    | -                                                             | -                                                                           | -                                                                              |
| 20x19    | -                                                             | -                                                                           | -                                                                              |
| 20x20    | -                                                             | -                                                                           | -                                                                              |
| 20x21    | -                                                             | -                                                                           | -                                                                              |
| 21x01    | -                                                             | El hámster de clase no está solo dormido.                                   | -                                                                              |
| 21x02    | -                                                             | -                                                                           | -                                                                              |
| 21x03    | -                                                             | No soy alérgico a las divisiones largas.                                    | -                                                                              |
| 21x04    | -                                                             | -                                                                           | -                                                                              |
| 21x05    | -                                                             | Mi madre no me pone.                                                        | -                                                                              |
| 21x06    | -                                                             | Halloween no le dan cien vueltas acción de gracias.                         | -                                                                              |
| 21x07    | -                                                             | -                                                                           | -                                                                              |
| 21x08    | -                                                             | -                                                                           | -                                                                              |
| 21x09    | -                                                             | -                                                                           | -                                                                              |
| 21x10    | -                                                             | -                                                                           | -                                                                              |
| 21x11    | -                                                             | -                                                                           | -                                                                              |
| 21x12    | -                                                             | -                                                                           | -                                                                              |
| 21x13    | -                                                             | -                                                                           | -                                                                              |
| 21x14    | -                                                             | -                                                                           | -                                                                              |
| 21x15    | -                                                             | -                                                                           | -                                                                              |
| 21x16    | -                                                             | -                                                                           | -                                                                              |
| 21x17    | -                                                             | -                                                                           | -                                                                              |
| 21x18    | -                                                             | -                                                                           | -                                                                              |
| 21x19    | -                                                             | -                                                                           | -                                                                              |
| 21x20    | -                                                             | -                                                                           | -                                                                              |
| 21x21    | -                                                             | -                                                                           | -                                                                              |
| 21x22    | -                                                             | -                                                                           | -                                                                              |
| 21x23    | -                                                             | -                                                                           | -                                                                              |
| 22x01    | -                                                             | -                                                                           | -                                                                              |
| 22x02    | -                                                             | -                                                                           | -                                                                              |
| 22x03    | -                                                             | -                                                                           | -                                                                              |
| 22x04    | -                                                             | -                                                                           | -                                                                              |
| 22x05    | -                                                             | -                                                                           | -                                                                              |
| 22x06    | -                                                             | -                                                                           | -                                                                              |
| 22x07    | -                                                             | -                                                                           | -                                                                              |
| 22x08    | -                                                             | -                                                                           | -                                                                              |
| 22x09    | -                                                             | -                                                                           | -                                                                              |
| 22x10    | -                                                             | -                                                                           | -                                                                              |
| 22x11    | -                                                             | -                                                                           | -                                                                              |
| 22x12    | -                                                             | -                                                                           | -                                                                              |
| 22x13    | -                                                             | -                                                                           | -                                                                              |
| 22x14    | -                                                             | -                                                                           | -                                                                              |
| 22x15    | -                                                             | -                                                                           | -                                                                              |
| 22x16    | -                                                             | -                                                                           | -                                                                              |
| 22x17    | -                                                             | -                                                                           | -                                                                              |
| 22x18    | -                                                             | -                                                                           | -                                                                              |
| 22x19    | -                                                             | -                                                                           | -                                                                              |
| 22x20    | -                                                             | -                                                                           | -                                                                              |
| 22x21    | -                                                             | -                                                                           | -                                                                              |
| 22x22    | -                                                             | -                                                                           | -                                                                              |
| 23x01    | -                                                             | -                                                                           | -                                                                              |
| 23x02    | -                                                             | -                                                                           | -                                                                              |
| 23x03    | -                                                             | -                                                                           | -                                                                              |
| 23x04    | -                                                             | -                                                                           | -                                                                              |
| 23x05    | -                                                             | -                                                                           | -                                                                              |
| 23x06    | -                                                             | -                                                                           | -                                                                              |
| 23x07    | -                                                             | -                                                                           | -                                                                              |
| 23x08    | -                                                             | "Caucus" no es una palabrota.                                               | -                                                                              |
| 23x09    | -                                                             | Las bandejas del comedor no son trineos.                                    | -                                                                              |
| 23x10    | -                                                             | -                                                                           | -                                                                              |
| 23x11    | -                                                             | -                                                                           | -                                                                              |
| 23x12    | -                                                             | --                                                                          | -                                                                              |
| 23x13    | -                                                             | -                                                                           | -                                                                              |
| 23x14    | -                                                             | -                                                                           | -                                                                              |
| 23x15    | -                                                             | -                                                                           | -                                                                              |
| 23x16    | -                                                             | -                                                                           | -                                                                              |
| 23x17    | -                                                             | -                                                                           | -                                                                              |
| 23x18    | -                                                             | -                                                                           | -                                                                              |
| 23x19    | -                                                             | -                                                                           | -                                                                              |
| 23x20    | -                                                             | -                                                                           | -                                                                              |
| 23x21    | -                                                             | -                                                                           | -                                                                              |
| 23x22    | -                                                             | -                                                                           | -                                                                              |
| 24x01    | -                                                             | -                                                                           | -                                                                              |
| 24x02    | -                                                             | -                                                                           | -                                                                              |
| 24x03    | -                                                             | -                                                                           | -                                                                              |
| 24x04    | -                                                             | -                                                                           | -                                                                              |
| 24x05    | -                                                             | -                                                                           | -                                                                              |
| 24x06    | -                                                             | -                                                                           | -                                                                              |
| 24x07    | -                                                             | -                                                                           | -                                                                              |
| 24x08    | -                                                             | -                                                                           | -                                                                              |
| 24x09    | -                                                             | -                                                                           | -                                                                              |
| 24x10    | -                                                             | -                                                                           | -                                                                              |
| 24x11    | -                                                             | -                                                                           | -                                                                              |
| 24x12    | -                                                             | -                                                                           | -                                                                              |
| 24x13    | -                                                             | -                                                                           | -                                                                              |
| 24x14    | -                                                             | -                                                                           | -                                                                              |
| 24x15    | -                                                             | -                                                                           | -                                                                              |
| 24x16    | -                                                             | -                                                                           | -                                                                              |
| 24x17    | -                                                             | -                                                                           | -                                                                              |
| 24x18    | -                                                             | -                                                                           | -                                                                              |
| 24x19    | -                                                             | -                                                                           | -                                                                              |
| 24x20    | -                                                             | -                                                                           | -                                                                              |
| 24x21    | -                                                             | -                                                                           | -                                                                              |
| 24x22    | -                                                             | -                                                                           | -                                                                              |
| 25x01    | -                                                             | -                                                                           | -                                                                              |
| 25x02    | -                                                             | -                                                                           | -                                                                              |
| 25x03    | -                                                             | -                                                                           | -                                                                              |
| 25x04    | -                                                             | -                                                                           | -                                                                              |
| 25x05    | -                                                             | -                                                                           | -                                                                              |
| 25x06    | -                                                             | -                                                                           | -                                                                              |
| 25x07    | -                                                             | -                                                                           | -                                                                              |
| 25x08    | -                                                             | -                                                                           | -                                                                              |
| 25x09    | -                                                             | -                                                                           | -                                                                              |
| 25x10    | -                                                             | -                                                                           | -                                                                              |
| 25x11    | -                                                             | -                                                                           | -                                                                              |
| 25x12    | -                                                             | -                                                                           | -                                                                              |
| 25x13    | -                                                             | -                                                                           | -                                                                              |
| 25x14    | -                                                             | -                                                                           | -                                                                              |
| 25x15    | -                                                             | -                                                                           | -                                                                              |
| 25x16    | -                                                             | -                                                                           | -                                                                              |
| 25x17    | -                                                             | -                                                                           | -                                                                              |
| 25x18    | -                                                             | -                                                                           | -                                                                              |
| 25x19    | -                                                             | -                                                                           | -                                                                              |
| 25x20    | -                                                             | -                                                                           | -                                                                              |
| 25x21    | -                                                             | -                                                                           | -                                                                              |
| 25x22    | -                                                             | -                                                                           | -                                                                              |
| 26x01    | -                                                             | -                                                                           | -                                                                              |
| 26x02    | -                                                             | -                                                                           | -                                                                              |
| 26x03    | -                                                             | -                                                                           | -                                                                              |
| 26x04    | -                                                             | -                                                                           | -                                                                              |
| 26x05    | -                                                             | -                                                                           | -                                                                              |
| 26x06    | -                                                             | -                                                                           | -                                                                              |
| 26x07    | -                                                             | -                                                                           | -                                                                              |
| 26x08    | -                                                             | -                                                                           | -                                                                              |
| 26x09    | -                                                             | -                                                                           | -                                                                              |
| 26x10    | -                                                             | -                                                                           | -                                                                              |
| 26x11    | -                                                             | -                                                                           | -                                                                              |
| 26x12    | -                                                             | -                                                                           | -                                                                              |
| 26x13    | -                                                             | -                                                                           | -                                                                              |
| 26x14    | -                                                             | -                                                                           | -                                                                              |
| 26x15    | -                                                             | -                                                                           | -                                                                              |
| 26x16    | -                                                             | -                                                                           | -                                                                              |
| 26x17    | -                                                             | -                                                                           | -                                                                              |
| 26x18    | -                                                             | -                                                                           | -                                                                              |
| 26x19    | -                                                             | -                                                                           | -                                                                              |
| 26x20    | -                                                             | -                                                                           | -                                                                              |
| 26x21    | -                                                             | -                                                                           | -                                                                              |
| 26x22    | -                                                             | -                                                                           | -                                                                              |
| 27x01    | -                                                             | -                                                                           | -                                                                              |
| 27x02    | -                                                             | -                                                                           | -                                                                              |
| 27x03    | -                                                             | -                                                                           | -                                                                              |
| 27x04    | -                                                             | -                                                                           | -                                                                              |
| 27x05    | -                                                             | -                                                                           | -                                                                              |
| 27x06    | -                                                             | -                                                                           | -                                                                              |
| 27x07    | -                                                             | -                                                                           | -                                                                              |
| 27x08    | -                                                             | -                                                                           | -                                                                              |
| 27x09    | -                                                             | -                                                                           | -                                                                              |
| 27x10    | -                                                             | -                                                                           | -                                                                              |
| 27x11    | -                                                             | -                                                                           | -                                                                              |
| 27x12    | -                                                             | -                                                                           | -                                                                              |
| 27x13    | -                                                             | -                                                                           | -                                                                              |
| 27x14    | -                                                             | -                                                                           | -                                                                              |
| 27x15    | -                                                             | -                                                                           | -                                                                              |
| 27x16    | -                                                             | -                                                                           | -                                                                              |
| 27x17    | -                                                             | -                                                                           | -                                                                              |
| 27x18    | -                                                             | -                                                                           | -                                                                              |
| 27x19    | -                                                             | -                                                                           | -                                                                              |
| 27x20    | -                                                             | -                                                                           | -                                                                              |
| 27x21    | -                                                             | -                                                                           | -                                                                              |
| 27x22    | -                                                             | -                                                                           | -                                                                              |
| 28x01    | -                                                             | -                                                                           | -                                                                              |
| 28x02    | -                                                             | -                                                                           | -                                                                              |
| 28x03    | -                                                             | -                                                                           | -                                                                              |
| 28x04    | -                                                             | -                                                                           | -                                                                              |
| 28x05    | -                                                             | -                                                                           | -                                                                              |
| 28x06    | -                                                             | -                                                                           | -                                                                              |
| 28x07    | -                                                             | -                                                                           | -                                                                              |
| 28x08    | -                                                             | -                                                                           | -                                                                              |
| 28x09    | -                                                             | -                                                                           | -                                                                              |
| 28x10    | -                                                             | -                                                                           | -                                                                              |
| 28x11    | -                                                             | -                                                                           | -                                                                              |
| 28x12    | -                                                             | -                                                                           | -                                                                              |
| 28x13    | -                                                             | -                                                                           | -                                                                              |
| 28x14    | -                                                             | -                                                                           | -                                                                              |
| 28x15    | -                                                             | -                                                                           | -                                                                              |
| 28x16    | -                                                             | -                                                                           | -                                                                              |
| 28x17    | -                                                             | -                                                                           | -                                                                              |
| 28x18    | -                                                             | -                                                                           | -                                                                              |
| 28x19    | -                                                             | -                                                                           | -                                                                              |
| 28x20    | -                                                             | -                                                                           | -                                                                              |
| 28x21    | -                                                             | -                                                                           | -                                                                              |
| 28x22    | -                                                             | -                                                                           | -                                                                              |
| 29x01    | -                                                             | -                                                                           | -                                                                              |
| 29x02    | -                                                             | -                                                                           | -                                                                              |
| 29x03    | -                                                             | -                                                                           | -                                                                              |
| 29x04    | -                                                             | -                                                                           | -                                                                              |
| 29x05    | -                                                             | -                                                                           | -                                                                              |
| 29x06    | -                                                             | -                                                                           | -                                                                              |
| 29x07    | -                                                             | -                                                                           | -                                                                              |
| 29x08    | -                                                             | -                                                                           | -                                                                              |
| 29x09    | -                                                             | -                                                                           | -                                                                              |
| 29x10    | -                                                             | -                                                                           | -                                                                              |
| 29x11    | -                                                             | -                                                                           | -                                                                              |
| 29x12    | -                                                             | -                                                                           | -                                                                              |
| 29x13    | -                                                             | -                                                                           | -                                                                              |
| 29x14    | -                                                             | -                                                                           | -                                                                              |
| 29x15    | -                                                             | -                                                                           | -                                                                              |
| 29x16    | -                                                             | -                                                                           | -                                                                              |
| 29x17    | -                                                             | -                                                                           | -                                                                              |
| 29x18    | -                                                             | -                                                                           | -                                                                              |
| 29x19    | -                                                             | -                                                                           | -                                                                              |
| 29x20    | -                                                             | -                                                                           | -                                                                              |
| 29x21    | -                                                             | -                                                                           | -                                                                              |
| 30x01    | -                                                             | -                                                                           | -                                                                              |
| 30x02    | -                                                             | -                                                                           | -                                                                              |
| 30x03    | -                                                             | -                                                                           | -                                                                              |
| 30x04    | -                                                             | -                                                                           | -                                                                              |
| 30x05    | -                                                             | -                                                                           | -                                                                              |
| 30x06    | -                                                             | -                                                                           | -                                                                              |
| 30x07    | -                                                             | -                                                                           | -                                                                              |
| 30x08    | -                                                             | -                                                                           | -                                                                              |
| 30x09    | -                                                             | -                                                                           | -                                                                              |
| 30x10    | -                                                             | -                                                                           | -                                                                              |
| 30x11    | -                                                             | -                                                                           | -                                                                              |
| 30x12    | -                                                             | -                                                                           | -                                                                              |
| 30x13    | -                                                             | -                                                                           | -                                                                              |
| 30x14    | -                                                             | -                                                                           | -                                                                              |
| 30x15    | -                                                             | -                                                                           | -                                                                              |
| 30x16    | -                                                             | -                                                                           | -                                                                              |
| 30x17    | -                                                             | -                                                                           | -                                                                              |
| 30x18    | -                                                             | -                                                                           | -                                                                              |
| 30x19    | -                                                             | -                                                                           | -                                                                              |
| 30x20    | -                                                             | -                                                                           | -                                                                              |
| 30x21    | -                                                             | -                                                                           | -                                                                              |
| 30x22    | -                                                             | -                                                                           | -                                                                              |
| 30x23    | -                                                             | -                                                                           | -                                                                              |
| 31x01    | -                                                             | -                                                                           | -                                                                              |
| 31x02    | -                                                             | -                                                                           | -                                                                              |
| 31x03    | -                                                             | -                                                                           | -                                                                              |
| 31x04    | -                                                             | -                                                                           | -                                                                              |
| 31x05    | -                                                             | -                                                                           | -                                                                              |
| 31x06    | -                                                             | -                                                                           | -                                                                              |
| 31x07    | -                                                             | -                                                                           | -                                                                              |
| 31x08    | -                                                             | -                                                                           | -                                                                              |
| 31x09    | -                                                             | -                                                                           | -                                                                              |
| 31x10    | -                                                             | -                                                                           | -                                                                              |
| 31x11    | -                                                             | -                                                                           | -                                                                              |
| 31x12    | -                                                             | -                                                                           | -                                                                              |
| 31x13    | -                                                             | -                                                                           | -                                                                              |
| 31x14    | -                                                             | -                                                                           | -                                                                              |
| 31x15    | -                                                             | -                                                                           | -                                                                              |
| 31x16    | -                                                             | -                                                                           | -                                                                              |
| 31x17    | -                                                             | -                                                                           | -                                                                              |
| 31x18    | -                                                             | -                                                                           | -                                                                              |
| 31x19    | -                                                             | -                                                                           | -                                                                              |
| 31x20    | -                                                             | -                                                                           | -                                                                              |
| 31x21    | -                                                             | -                                                                           | -                                                                              |
| 31x22    | -                                                             | -                                                                           | -                                                                              |

## Variaciones del gag de la pizarra
- En Lisa's Date with Density, cuando castigan a Lisa, le dan el castigo de escribir en la pizarra, a lo que ella responde: "No entiendo como Bart hace esto todas las semanas".
- En Treehouse of Horror IX, Bart escribe en la pizarra el título del episodio, con una brocha con sangre.
- En Simpsons Bible Stories, Milhouse (como Moisés), al tocar la trompeta, simuló tocar la campana, y se ve a Bart escribiendo con un punzón, en la pared, con jeroglíficos El faraón no es homosexual.
- En The Springfield Files, Bart pone en la pizarra "La verdad no está allá afuera", haciendo una referencia a la trama del episodio.
- En A Tale of Two Springfields, Bart escribe "No pondré mensagores subliminales", siendo este un mensaje subliminal.
- En Barting Over, Bart escribe en el pizarrón "No lo haré". Luego agarra un hacha y lo rompe.
- En Million Dollar Abie, Bart escribe: "No pondré el salón de cabeza", estando el salón así.
- En The Monkey Suit, Bart escribe en francés la frase "Je ne parle pas Français" (en español: no hablo francés).
- En Mona Leaves-a, Bart escribe: "Este castigo no es medieval" en símbolos medievales.
- En Los Simpson: la película, Bart escribe: "No descargaré ilegalmente esta película".
  - Relacionado con esto último, en el episodio He Loves to Fly and He D'ohs (el primero en estrenarse después de la película), Bart escribe: "No esperaré 20 años para hacer otra película".
- Los episodios The Squirt and the Whale, de la vigesimoprimera temporada, Beware My Cheating Bart, de la vigesimotercera y What to Expect When Bart's Expecting de la vigesimoquinta, tienen la peculiaridad de poseer dos versiones del gag de la pizarra: 
  - En "The Squirt and the Whale", en la versión original (Estados Unidos), Bart escribe "South Park - Estaríamos a vuestro lado si no estuviéramos tan asustados", mientras que en la internacional repite la misma frase del episodio The Monkey Suit: "Je ne suis pas Français" (no hablo francés).
  - En "Beware My Cheating Bart", Bart escribe, en la versión original: "La verdadera ubicación de Springfield está en algún estado excepto el tuyo". En la versión internacional/en línea la frase es: "La maestra no tiene que pagar un impuesto por fealdad".
  - En "What to Expect When Bart's Expecting", en la versión internacional, Bart pone como frase "Las lluvias de abril no traen Matt Lauers". En Latinoamérica, esta frase es reemplazada por "No hacer bromas del Día de los Inocentes el 27 de abril".
- En MoneyBART, Bart escribe en la pizarra y en las paredes del salón la frase "No debo escribir en las paredes".
- En At Long Last Leave, en lugar de Bart, es Milhouse quien está escribiendo en la pizarra, poniendo "Bart se ganó un día libre".
- En Moonshine River, Bart, estando vestido con un traje blanco, pone la siguiente frase en la pizarra: "No voy a vestir de blanco después del Día del Trabajador".
- En Black-Eyed, Please, Bart escribe "Lo siento que rompí la pizarra", en una pizarra blanca y con un marcador en vez de la clásica tiza.
- En Homerland, Bart pone la siguiente frase: "25 años y no se les ocurre un nuevo castigo", haciendo una referencia a la larga duración de la serie.
- En Treehouse of Horror XXIV, en una referencia a la película El Resplandor, un enloquecido Stephen King escribe en la pizarra y en las paredes "Todo el trabajo y nada de juego hacen de Jack un chico aburrido".
- En Four Regrettings and a Funeral, Bart, estando triste, escribe en la pizarra la frase "La extrañaremos, Señora K", haciendo alusión a la muerte de su profesora.
- En Diggs, en lugar de escribir una frase, Bart dibuja un árbol genealógico.
- En Clown in the Dumps, Bart pone "Por desgracia, mi padre no muere". Esto es una referencia a la promoción que se le hizo al episodio antes de su estreno.
- En The Kids Are All Fight, Bart está sentado en un escritorio, observando con orgullo como Lisa, molesta, escribe la frase "No voy a pagar a mi hermana para hacer mi castigo".
- En Havana Wild Weekend, Bart escribe en la pizarra "Tener razón apesta", como respuesta a la victoria inesperada de Donald Trump en las elecciones presidenciales de Estados Unidos de 2016.
- En Fatzcarraldo, Bart pone en la pizarra "Si somos tan buenos para predecir, ¿por qué mi papá apostó por Atlanta?", una clara referencia a los resultados del Super Bowl LI.
- En Frink Gets Testy, Homer es quien escribe en la pizarra en lugar de Bart, poniendo la siguiente frase: "El estrangulamiento no es una herramienta eficaz para la crianza de los hijos".
- En Fears of a Clown, la pizarra dice "Este es el último episodio", pero Bart lo voltea para revelar las palabras: "Día de los Inocentes".
- En Lisa Gets the Blues, Homer escribe: "Mi hijo y yo no estaremos en la Final Four".
- En I Want You (She's So Heavy), antes de que la escena cambie hacia adentro de la escuela, el helicóptero de Canal 6 se estrella contra ella.
- En D'oh Canada, Bart escribe "Haw Haw!", la típica frase de Nelson, en la pizarra, pero luego la golpea y se da vuelta para revelar al mismísimo Nelson pegado con cinta adhesiva.